# Maksim Suschko
Maksim Sjarhejewitsch Suschko (belarussisch Максім Сяргеевіч Сушко, russisch Максим Сергеевич Сушко Maxim Sergejewitsch Suschko; * 10. Februar 1999 in Brest) ist ein belarussischer Eishockeyspieler, der seit Dezember 2022 beim HK Sibir Nowosibirsk aus der Kontinentalen Hockey-Liga (KHL) unter Vertrag steht und dort auf der Position des rechten Flügelstürmers spielt. Sein älterer Bruder Illja ist ebenfalls professioneller Eishockeyspieler.

## Karriere
Maksim Suschko begann seine Karriere als Eishockeyspieler beim HK Brest in seiner Geburtsstadt. Ab 2013 wurde der Rechtsaußen von DJuSSch Brest in der belarussischen U18-Liga eingesetzt. Ab 2014 spielte er für die zweite Mannschaft des HK Schachzjor Salihorsk und in der Saison  2015/16 kurzzeitig auch im Team von Dinamo Raubitschy in der Wysschaja Liga, der zweiten Spielklasse von Belarus, die er im Jahr 2016 mit Schachzjor gewann. Nachdem er im Sommer 2016 sowohl vom HK Dinamo Minsk als insgesamt elfter Spieler in der ersten Runde des KHL Junior Drafts als auch von den Owen Sound Attack als insgesamt 29. Spieler in der ersten Runde des CHL Import Drafts ausgewählt worden war, wechselte er in die Ontario Hockey League (OHL) nach Kanada, wo er drei Jahre spielte.
Beim NHL Entry Draft 2017 wurde er in der vierten Runde als insgesamt 107. Spieler von den Philadelphia Flyers aus der National Hockey League (NHL) ausgewählt. Vom Beginn der Saison 2019/20 an spielte er vor allem für deren Farmteam, die Lehigh Valley Phantoms, in der American Hockey League, kam aber in der Saison 2020/21 auch zu seinen ersten beiden NHL-Einsätzen für die Flyers selbst. Zu Beginn der Saison 2020/21 war er an den belarussischen KHL-Klub HK Dinamo Minsk ausgeliehen, mit dem er den belarussischen Pokalwettbewerb gewann. Im Januar 2021 kehrte der Belarusse in die Vereinigten Staaten zurück. Der Stürmer blieb in der Spielzeit 2021/22 weiterhin in Nordamerika, lief aber ausschließlich für die Phantoms in der AHL auf. Zur Saison 2022/23 wechselte er schließlich zurück in die KHL, wo er sich dem russischen Hauptstadtklub HK Dynamo Moskau anschloss. Mitte Dezember 2022 wurde Suschko allerdings an den Ligakonkurrenten HK Sibir Nowosibirsk abgegeben.

### International
Für Belarus nahm Suschko im Juniorenbereich zunächst an der U18-Weltmeisterschaft 2016 in der Division I teil, als er als bester Spieler seiner Mannschaft maßgeblich zum Aufstieg in die Top-Division beitrug. Anschließend spielte er bei den U20-Junioren-Weltmeisterschaften 2017 und 2019 jeweils in der Division I und 2018 in der Top-Division.
Im Seniorenbereich stand er erstmals im Aufgebot seines Landes bei der Weltmeisterschaft 2018, als die Belarussen den Abstieg aus der Top-Division hinnehmen mussten. So spielte er bei der Weltmeisterschaft 2019 in der Division IA, als der direkte Wiederaufstieg in die Top-Division gelang. Dieser konnte wegen der weltweiten COVID-19-Pandemie jedoch erst 2021 wahrgenommen werden.

## Erfolge und Auszeichnungen
- 2016 Meister der Wysschaja Liga mit HK Schachzjor Salihorsk
- 2021 Belarussischer Pokalsieger mit dem HK Dinamo Minsk

### International
- 2016 Aufstieg in die Top-Division bei der U18-Weltmeisterschaft der Division IA
- 2017 Aufstieg in die Top-Division bei der U20-Weltmeisterschaft der Division IA
- 2019 Aufstieg in die Top-Division bei der Weltmeisterschaft der Division IA

## Karrierestatistik
Stand: Ende der Saison 2023/24

### International
Vertrat Belarus bei:
| - U18-Junioren-Weltmeisterschaft der Division IA 2016 - U20-Junioren-Weltmeisterschaft der Division IA 2017 - U20-Junioren-Weltmeisterschaft 2018 | - Weltmeisterschaft 2018 - U20-Junioren-Weltmeisterschaft der Division IA 2019 - Weltmeisterschaft 2019 |

(Legende zur Spielerstatistik: Sp oder GP = absolvierte Spiele; T oder G = erzielte Tore; V oder A = erzielte Assists; Pkt oder Pts = erzielte Scorerpunkte; SM oder PIM = erhaltene Strafminuten; +/− = Plus/Minus-Bilanz; PP = erzielte Überzahltore; SH = erzielte Unterzahltore; GW = erzielte Siegtore; 1 Play-downs/Relegation; Kursiv: Statistik nicht vollständig)